# Thalera magnata
Thalera magnata là một loài bướm đêm trong họ Geometridae.